# Henotesia phaea
Henotesia phaea är en fjärilsart som beskrevs av Karsch. Henotesia phaea ingår i släktet Henotesia och familjen praktfjärilar. Inga underarter finns listade i Catalogue of Life.